# هيغاشيزو

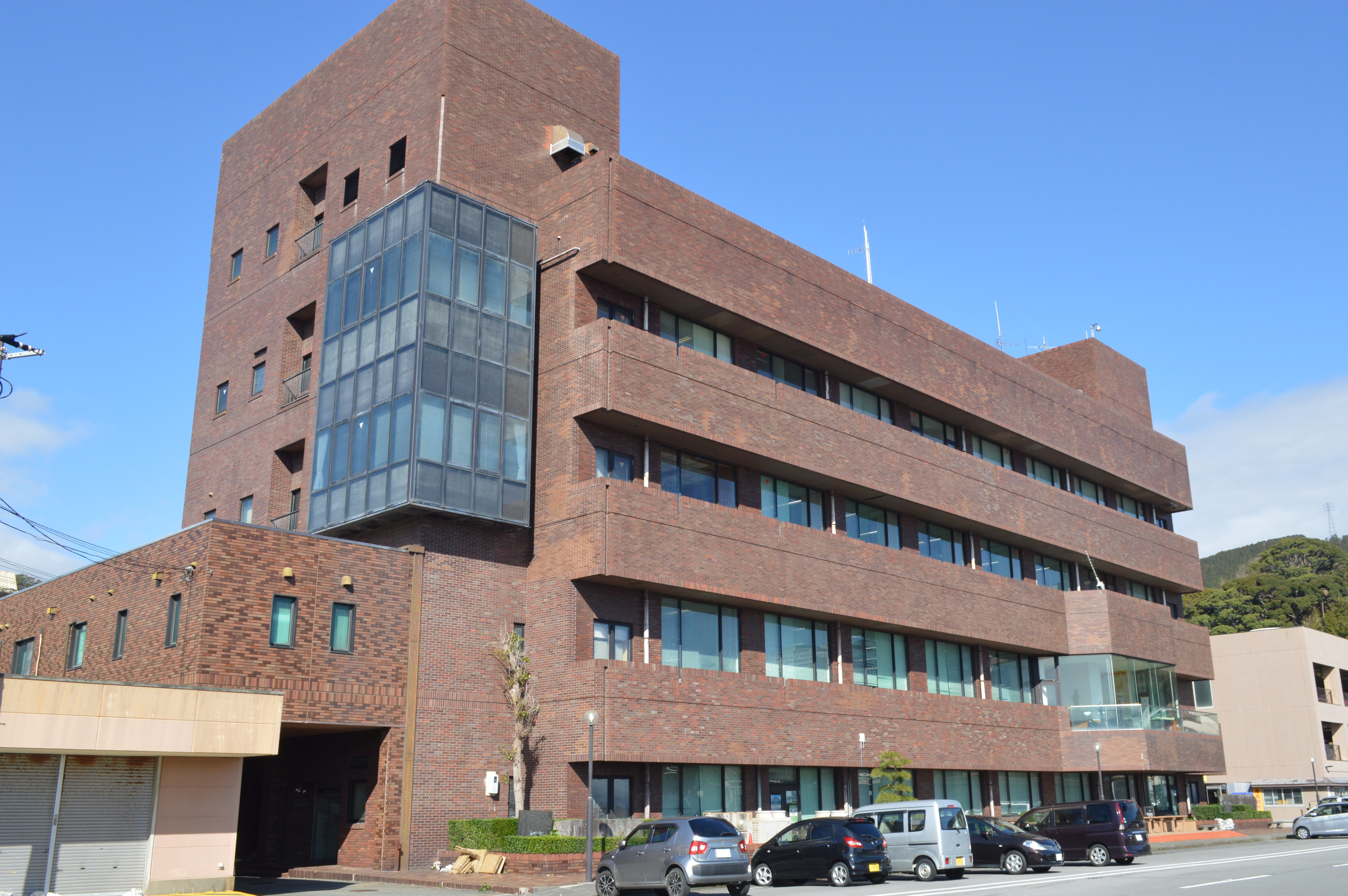
قاعة بلدة هيغاشيزو

هيغاشيزو (باليابانية: 東伊豆町) هي بلدة تقع في مقاطعة كامو بمحافظة شيزوكا اليابانية.
بلغ عدد سكان البلدة اعتباراً من سبتمبر عام 2014 حوالي 13,071 نسمة أي بكثافة 168 نسمة لكل كم². بلغت مساحتها الكلية 77.83 كم².

## الجغرافيا
تقع بلدة هيغاشيزو بين جبل آماغي وخليج ساغامي على المحيط الهادئ. يوجد في هيغاشيزو عدة ينابيع حارة، يدفئها تيار كوروشيو الدافئ. وتتمتع المنطقة بمناخ محيطي دافئ ويتميز فصل الصيف بأنه حار ورطب، أمَّا الشتاء فيكون بارد ومعتدل. تقع أجزاء من البلدة ضمن حدود حديقة إيزو فوجي هاكوني الوطنية.

### البلديات المجاورة
- إتو
- إزو
- كاوازو

## التاريخ
كانت مقاطعة إزو إبَّان فترة إيدو بكاملها مِلكِيَّة إمبراطورية تحت السيطرة المباشرة لشوغونية توكوغاوا وتألَّفت المنطقة الحالية التي تُشكّل بلدة هيغاشيزو من خمسة قرى (إناتوري، ناراموتو، شيراتا، كاتاسي، أوكاوا). واُعترِفَ بالمنطقة مقسومةً إلى قريتين اثنين (قرية إناتوري وقرية جوتو) بالإضافة إلى مقاطعة كامو خلال إصلاح الأراضِي المَمْسوحة في مطلع فترة مييجي عام 1889. تم تغيير وضع قرية إناتوري لتصبح بلدة في شهر ديسمبر من عام 1920. تأسست بلدة هيغاشيزو بتاريخ 3 مايو عام 1959 من خلال دمج بلدة إناتوري مع قرية جوتو.

## الاقتصاد
يلعب القطاع السياحي دوراً رئيسياً في اقتصاد هيغاشيزو حيث تنتشر العديد من منتجعات الينابيع الحارة، بالإضافة إلى صيد الأسماك التجاري.

## النقل

### طرق سريعة
- طريق اليابان الوطني 135 (国道135号)

### سكك حديدة
- خط إزو كيوكو (伊豆急行線)
  - محطة إزو-أوكاوا (伊豆大川駅)
  - محطة إزو-هوكاوا (伊豆北川駅)
  - محطة إزو-آتاغاوا (伊豆熱川駅)
  - محطة كاتاسي-شيراتا (片瀬白田駅)
  - محطة إزو-إناتوري (伊豆稲取駅)

## مواقع جذب محلية
- حديقة آتاغاوا الاستوائية وللقاطور (熱川バナナワニ園): هي حديقة نباتية بها زواحف القاطور تقع في منتزه إيزو فوجي هاكوني الوطني، أنشئت عام 1958.
- حدائق شيموكامو النباتية الاستوائية (下賀茂熱帯植物園).

## توأمة
لهيغاشيزو اتفاقيات توأمة مع:
- أوكايا (2 مارس 1985 - )

## وصلات خارجية
- الموقع الرسمي لبلدة هيغاشيزو (باليابانية)